# Olive Hill
Olive Hill é uma cidade localizada no estado americano de Kentucky, no Condado de Carter.

## Demografia
Segundo o censo americano de 2000, a sua população era de 1813 habitantes.
Em 2006, foi estimada uma população de 1821, um aumento de 8 (0.4%).

## Geografia
De acordo com o United States Census Bureau tem uma área de
5,2 km², dos quais 5,2 km² cobertos por terra e 0,0 km² cobertos por água. Olive Hill localiza-se a aproximadamente 260 m acima do nível do mar.

## Localidades na vizinhança
O diagrama seguinte representa as localidades num raio de 36 km ao redor de Olive Hill.